# Лазар Галісійський
Лазар Галісійський, теж Лазар Чудотворець з Ефеса (972/981 — 7 листопада 1053, Візантія) — візантійський монах, священник, аскет, пустельник-стовпник.

## Життєпис
Св. Лазар походив з Малої Азії (м. Магнезія в Лідії) й жив у VII сторіччі. Покинувши замолоду свою рідню, він подався на прощу до Єрусалиму, де насамперед відвідав набожно святі місця, а опісля вступив до монастиря св. Сави, що був неподалік. Тут серед молитви і посту, в глибокій покорі і на службі настоятеля провів десять років. Після висвячення на священника він проживав якийсь час на самоті в пустелі, а згодом оселився на т. зв. Галісійській горі поблизу Ефесу й Смирни.
Тут однієї ночі він побачив вогненний стовп та почув ангельські голоси, які співали милозвучно: «Хай воскресне Бог і розбіжаться вороги Його». Після того він поставив на тому місці церкву Христового Воскресіння, що на неї велику жертву склав тодішній цісар Костянтин IV. При церкві поставив згодом Лазар для себе стовп, що на ньому він, як «стовпник», провів багато літ. Господь наділив його силою творити чудеса й наділив його духом пророцтва. Згодом почали горнутися до нього побожні мужчини, які, за його розумним духовним проводом, старалися жити тільки для Бога й спасіння душі. Помер св. Лазар чудотворець на сімдесят другому році життя.
- Пам'ять — 20 листопада